# John Bentley (officier de la Royal Navy)
Pour les articles homonymes, voir John Bentley et Bentley.
Sir John Bentley, décédé le 14 décembre 1772 est un officier de la Royal Navy, entré dans les armes à partir de 1720. De 1744 à 1761 il assure le commandement de plusieurs navires, dont le HMS Warspite avec lequel il participe à la bataille des Cardinaux le 20 novembre 1759.
La frégate HMS Bentley (en), lancée le 17 juillet 1943, porte le nom de cet officier.

## Biographie
Il est admis au rang de Knight Bachelor.
Le 28 mars 1734 il est nommé lieutenant à bord du HMS Sutherland (en), dont il prend le commandement.
Il est ensuite capitaine de plusieurs bateaux. Ainsi, il prend le commandement du HMS Burford (en) le 1er août 1744, du HMS Duke en 1746, du HMS Prince George en 1747, du HMS Defiance en 1748 avec lequel il prend part à la bataille du cap Finisterre.
En 1749, et à nouveau en 1757, il est le commandant de l'Invincible, puis en 1758 du HMS Norfolk.
Il prend le commandement du Warspite en 1759, avec lequel il participe aux batailles de Lagos et des Cardinaux cette même année.
Il est promu au grade de Rear-Admiral of the White le 28 décembre 1763, puis à celui de Vice-Admiral of the Blue le 18 octobre 1770 et enfin Vice-Admiral of the White, le 24 octobre 1770.